# Artocarpomyces paradoxa
Artocarpomyces paradoxa är en svampart som beskrevs av Subram. 1996. Artocarpomyces paradoxa ingår i släktet Artocarpomyces, divisionen sporsäcksvampar och riket svampar.   Inga underarter finns listade i Catalogue of Life.